# 原澳大利亞人種
原澳大利亞人種，是美國人類學家Roland Burrage Dixon於1923年著作中提出的概念，是100000年前第一批走出非洲的現代人類。 
特徵是黑膚色，黑曲髮，長頭部及扁而闊的鼻，貎似非洲人和太平洋島民。

## 遷移
原澳大利亞人種大概100000年前走出非洲，利用簡單工具横渡紅海。他們在水邊遷徙沿海岸線到達南亞和東南亞，60000年前進入澳洲成為澳洲原住民，其他的向北遷徙進入東亞。
一般相信矮黑人和阿伊努人是他们後人。